# European Journal of Political Research
La European Journal of Political Research (traducido como Revista Europea de Investigación Política) (EJPR) es una revista sobre ciencia política europea, patrocinada por el Consorcio Europeo para la Investigación Política (ECPR). Es una de las revistas más respetadas de la disciplina, y la primera revista del ECPR.
La EJPR se especializa en artículos de que articulan perspectivas teóricas y comparativas de la ciencia política, que abarca enfoques cuantitativos y cualitativos. Todos los artículos están sujetos una revisión por pares anónima. Es editada por los profesores Claudio Radaelli (Universidad de Exeter) y Ioannis Papadopoulos (Universidad de Lausana).

## Importancia
Según el Journal Citation Reports, la revista tiene un factor de impacto de 2.508 (en 2014), clasificándolo como la 7.ª de 161 revistas en la categoría de «Ciencia Política». En 2008 y 2014, fue clasificada por el SCImago Journal Rank 48.ª y 26.ª, respectivamente, en la categoría Sociología y Ciencia Política.